# Hermann Franz Moritz Kopp
Pour les articles homonymes, voir Kopp.
Ne doit pas être confondu avec Hermann Kopp.
Hermann Franz Moritz Kopp (1817 - 1892) est un chimiste allemand et historien de la chimie.

## Biographie
Né à Hanau en Allemagne en 1817, Hermann Kopp a étudié la philologie à l'université de Heidelberg. Son intérêt pour la chimie apparut lorsqu'il suivit les cours du chimiste Leopold Gmelin. Il partit alors pour Marbourg et reçut son doctorat en 1838. Sa thèse porta sur le lien entre les propriétés physiques et chimiques des éléments. Hermann Kopp partit ensuite à Giessen en 1839, pour travailler durant 24 ans avec le plus célèbre chimiste de son temps, Justus von Liebig. Après quoi il revint à Heidelberg, en 1863, pour terminer sa carrière. Il donna des cours en cristallographie et en histoire de la chimie. Kopp est connu pour la loi de Kopp qui est une extension de la loi de Dulong et Petit aux solides formés d'ions monoatomiques (exemple NaCl).